# Dupressoir

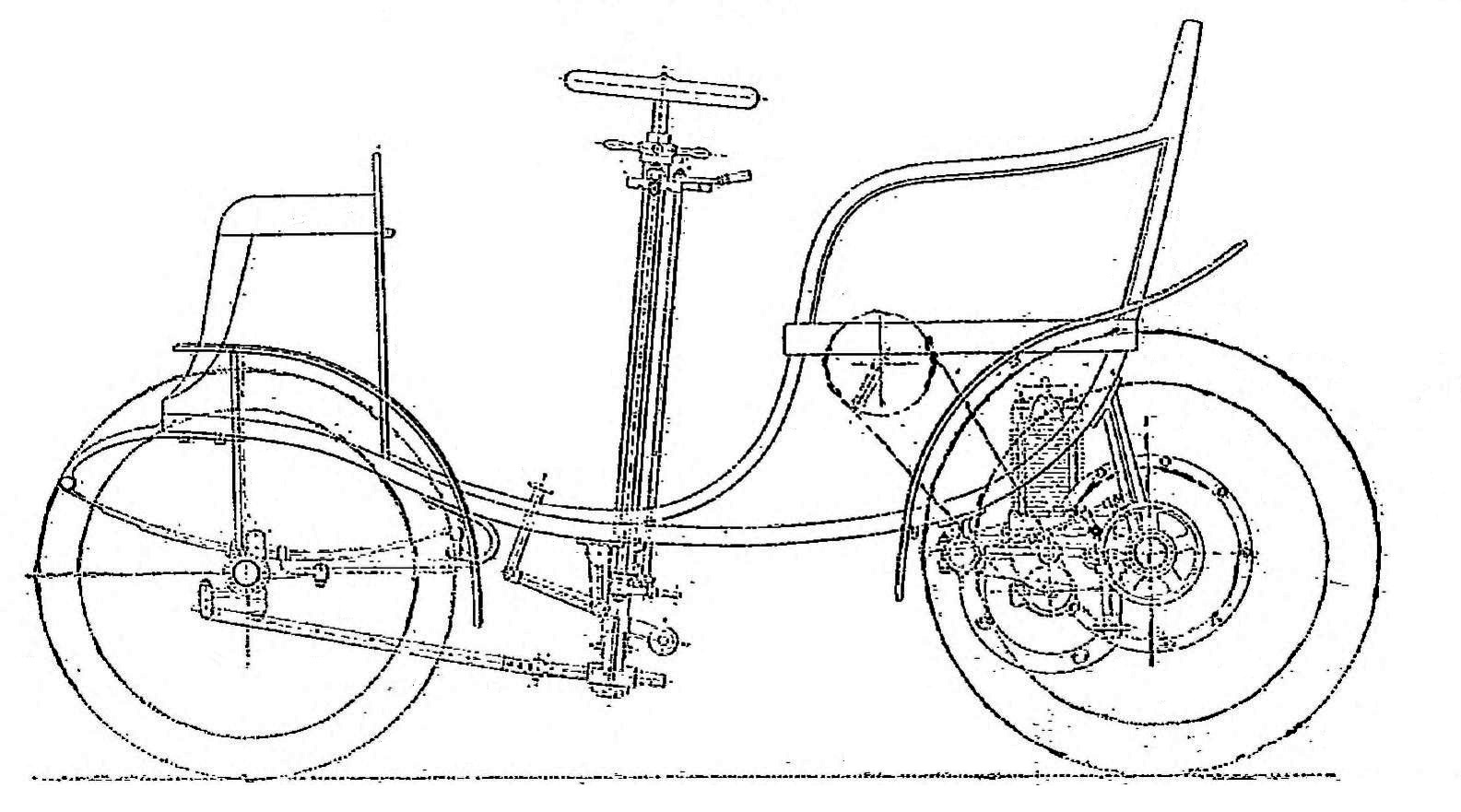
Dupressoir 2.25 CV/3 CV (1899)

Paul Dupressoir war ein französischer Hersteller von Automobilen und Fahrrädern.

## Unternehmensgeschichte
Das Unternehmen wurde 1892 in Maubeuge zur Fahrradproduktion gegründet. 1900 begann die Produktion von Automobilen. Der Markenname lautete Dupressoir. Außerdem wurden Fahrgestelle an andere Automobilhersteller wie Voiturettes Clem und Crypto Engineering Company verkauft. 1914 endete die Produktion.

## Automobile
1899 wurde zunächst eine zweisitzige Voiturette mit einem Einbaumotor vorgestellt, wahlweise mit einem luftgekühlten 2¼ CV-Motor von De Dion-Bouton oder mit einem wassergekühlten 3 CV-Motor von Aster. Die Motor war unter der Sitzbank montiert. Die Modelle mit wassergekühltem Motor hatten eine Rolling-Pumpe, die für den Zirkulationsdruck sorgte. Das Getriebe bot drei Vorwärtsgänge, die Höchstgeschwindigkeit war mit 32 km/h angegeben.
1912 folgte die Modellreihe Rolling mit den Modellen 7 CV, 9 CV, 10 CV und 12 CV. Für den Antrieb sorgten Vierzylindermotoren von Chapuis-Dornier. Der 9 CV entsprach dem britischen Averies 8/10 HP.